# Dongfeng 5
Dongfeng 5 (Istočni vjetar 5) ili DF-5 dvostupanjska je kineska interkontinentalna balistička raketa druge generacije. Duljina mu je 32,6 m, a promjer 3,35 m. Težak je 183 tone i ima procijenjeni domet od 12 000 do 15 000 kilometara. Svoj prvi let imao je 1971. i bio je u operativnoj upotrebi 10 godina poslije. Jedno od ograničenja projektila to je što mu je potrebno između 30 i 60 minuta za punjenje goriva. DF-5 bi trebao biti zamijenjen s DF-41 na čvrsto gorivo. Vjeruje se da je oko 2015. najnovija varijanta DF-5B dobila MIRV[što?] nadogradnju; prema Business Insideru: "Kina ima sposobnost isporuke nuklearnih bojevih glava gotovo bilo gdje na Zemlji (izvan Južne Amerike, barem)".

## Povijest
DF-5 je dizajniran pod vodstvom Tu Shouea na Kineskoj akademiji za tehnologiju lansiranja (CALT). Projektil je proizveden u kineskoj tvornici 211, također poznatoj kao Capital Machine Factory.
DF-5 je prvi put testiran u letu 1971. godine, sa završnim testovima u Tihom oceanu u svibnju 1980. Dvije rakete postavljene u podzemnom spremniku stavljene su u stanje probnog operativnog raspoređivanja 1981. godine. Imao je raspon od 10 000 do 12 000 km što mu je omogućilo da ugrozi zapadne dijelove Sjedinjenih Američkih Država. Početkom 1986. Kinezi su počeli razvijati poboljšani DF-5A, s dometom povećanim na preko 15 000 km i točnijim sustavom navođenja. 

## Raspoređivanje
Prema američkom Nacionalnom obavještajnom centru za zrak i svemir, od 1998. raspoređene snage DF-5 sastojale su se od oko 25 projektila. Od početka 1999. do 2008. ukupna raspoređena snaga DF-5 općenito se procjenjuje na oko 20 projektila. Od 2017. bilo je oko 20 operativnih lansera DF-5. 